# Syrrhopodon langbianensis
Syrrhopodon langbianensis är en bladmossart som beskrevs av William Dean Reese 1993. Syrrhopodon langbianensis ingår i släktet Syrrhopodon och familjen Calymperaceae. Inga underarter finns listade i Catalogue of Life.